# Call Tracy
Call Tracy je pop-punková kapela původem ze severočeského Mostu, ale nyní je jejich domovské město hl. m. Praha. Svou existenci datuje od roku 2011 a od té doby se stačila dostat do popředí české moderní rockové scény. Členové kapely se zpočátku inspirovali klasickými pop-punkovými kapelami, jako jsou například Blink-182, Sum-41 nebo Good Charlotte. Postupně se však obklopili inspirací od kapel, jako The Story So Far, Title Fight, Trophy Eyes, Neck Deep, State Champs, které podobně zaujaly veřejnost relativně rychle svými energickými koncerty s kvalitně složenými písněmi s vynikající a energizující dynamikou.

## Úspěchy
Za jeden z největších úspěchů této kapely je pokládáno vydání desky Golden Cage s videoklipem stejnojmenné písně a představení spolu s kapelou The Story So Far ze státu Kalifornie (USA). Další příklad úspěchů může být rozhovor s Óčko TV či vydání dalších videoklipů k jejich písním.

## Diskografie
Call Tracy vydali zatím tři alba – Golden Cage (2015), You Know I Have Tried (2013) a Duties & Desires (2013).

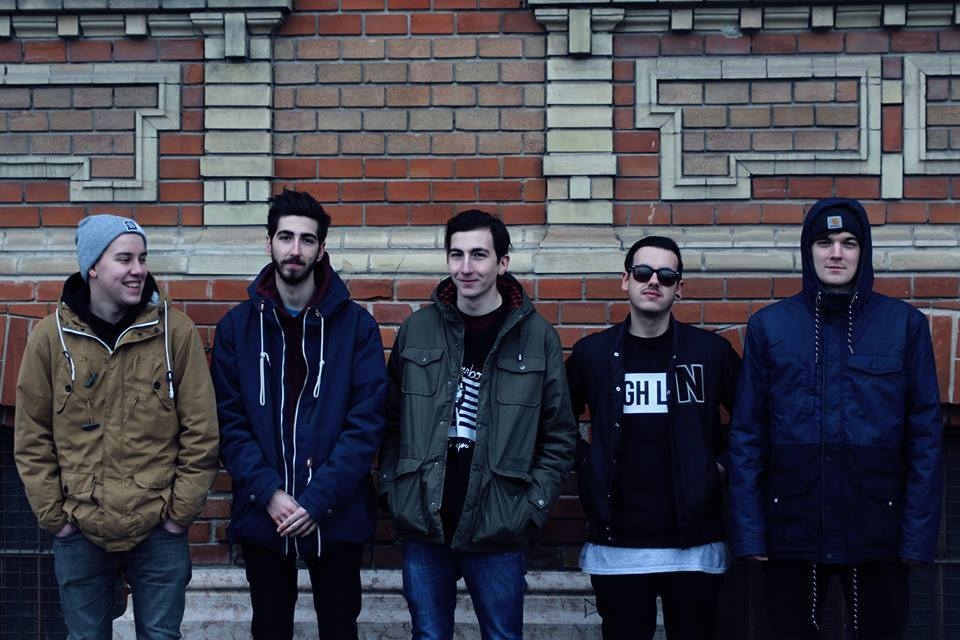
Členové kapely Call Tracy

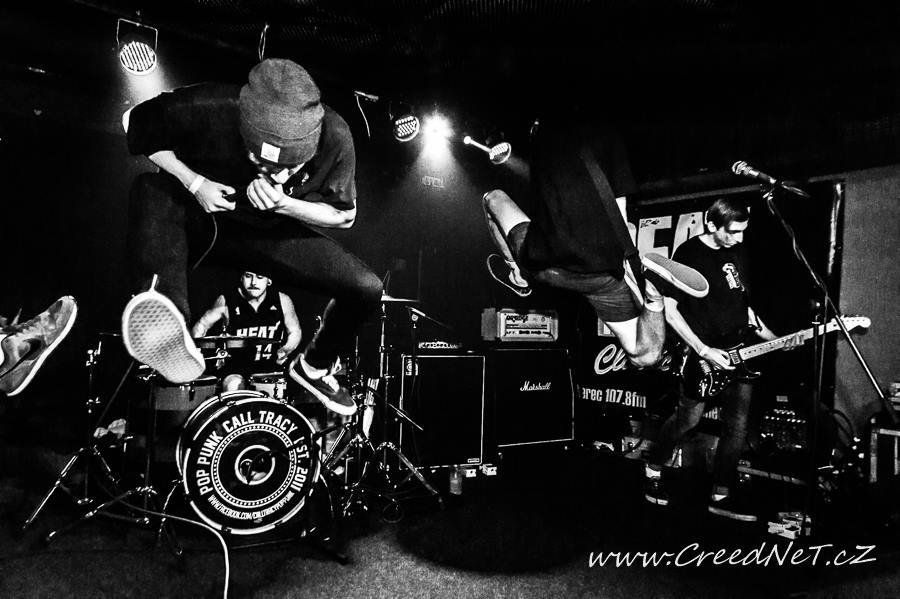
Call Tracy na koncertě, foto:creednet.cz